# Joey Woody
Joey Woody, född den 22 maj 1973 i Iowa City, är en amerikansk före detta friidrottare som tävlade i häcklöpning.
Woodys första internationella mästerskap var VM 1997 i Aten där han inte tog sig vidare från semifinalen på 400 meter häck. På VM 1999 gick han vidare till finalen men slutade där på sjätte plats. Vid samma VM sprang han även i försöken på 4 x 400 meter. Det amerikanska laget slutade ursprungligen på första plats men diskvalificerades 2008 sedan Antonio Pettigrew erkänt att han dopat sig.
Efter att inte ha deltagit på VM 2001 var han tillbaka till VM 2003 i Paris där han blev silvermedaljör på 400 meter häck endast slagen av Felix Sánchez.
Hans personliga rekord på 400 meter häck är från en tävling i New Orleans 1998 där han sprang på 47,97.